# Zaraat
Als Zaraat (auch Zara'at, Tzaraat, Tzara'at u. Tzara'ath, hebräisch צרעת) wird in der Torah ein schneeweißer, roter oder grüner Ausschlag bezeichnet, der auf der Haut, auf Kleidung und an Häusern auftreten kann. In deutschen Bibel-Übersetzungen wird der hebräische Begriff meist mit Aussatz wiedergegeben. Die Zaraat betreffenden Gesetze sind im 3. Buch Mose detailliert aufgelistet.

## Zaraat in der Bibel
Zaraat bezeichnet eine Art von Verfärbung, die durch keine natürliche Krankheit hervorgerufen wird, sondern als eine Warnung und Bestrafung durch Gott bei Übler Nachrede (hebr. לשון הרע Laschon Hara'), Klatsch (hebr. רכילות Rechilut), Verleumdung, Eitelkeit und anderen Sünden verstanden wird. Sie kann, je nach Schwere des Vergehens, auf der Haut und dem Haar, Kleidung und Häusern in verschiedenen Farben (weiß, rot, grün) und Formen (Blasen, Flecken, Beulen) auftreten.

## Aussatz in der Bibel
Im 3. Buch Mose Kapitel 13, Vers 1–46 , werden ausführlich rituelle Reinheitsgebote beschrieben. Hierzu gehört auch die Differenzialdiagnose von Hauterkrankungen (z. B. Lepra, Lupus) und der Umgang mit Kranken durch Ärzte in Abgrenzung von der rituellen Krankheit (hebrץ צרעת Zara'at). Die rituelle Unreinheit Zaraat kann allein durch Priester diagnostiziert werden. Aufgrund der damit verbundenen religiösen Unreinheit (hebr. טמאה Tum'ah) werden Betroffene unter Quarantäne gestellt und dürfen keine sozialen Kontakte unterhalten, bis sie Buße (hebr. תשובה Teschuwa) tun und durch Gott geheilt werden. Zur Verdeutlichung kann das Schicksal Mirjams dienen, der Schwester des Mose, die wegen übler Nachrede über diesen aussätzig wurde (4. Buch Mose 12:10 ) und das israelitische Lager bis zu ihrer Genesung verlassen musste.